# Deflexula sulcispora
Deflexula sulcispora är en svampart som beskrevs av Corner 1952. Deflexula sulcispora ingår i släktet Deflexula och familjen mattsvampar.   Inga underarter finns listade i Catalogue of Life.